# Ashley Lawrence (calciatrice)
Ashley Elizabeth Lawrence (Toronto, 11 giugno 1995) è una calciatrice canadese, difensore del Olympique Lione e della nazionale canadese.

## Carriera

### Campionato universitario
Ashley Lawrence condivide l'iter della maggior parte delle calciatrici nordamericane arrivate al professionismo, iniziando la carriera nel calcio universitario, frequentando a Morgantown la West Virginia University e venendo inserita per le sue qualità anche nella squadra della loro sezione sportiva, i West Virginia Mountaineers, di calcio femminile, nella quale rimane in formazione dal 2013 al 2016.

### Club
Nel periodo universitario riesce ad alternare l'attività con i West Virginia Mountaineers a quella professionistica, stipulando nel 2013 un contratto con il Toronto Lady Lynx Soccer Club che le permette di essere impiegata nella formazione canadese che partecipa alla United Soccer Leagues W-League, concludendo la sua prima esperienza nel professionismo con una rete siglata su sette incontri disputati.
Nel 2014 passa con le stesse modalità di collaborazione all'Ottawa Fury, formazione anche in questa caso iscritta alla USL W-League, venendo impiegata però in una sola occasione
Conclusi gli impegni universitari nel giugno 2016 Lawrence firma un contratto con il Vaughan Azzurri, formazione femminile con sede a Vaughan, per giocare nella League1 femminile organizzata dalla Ontario Soccer Association con la quale scende in campo però una sola volta a causa dei concomitanti impegni olimpici con la nazionale canadese.
Nel gennaio 2017 Lawrence decide cogliere l'occasione per giocare un campionato estero trasferendosi in Europa, sottoscrivendo un contratto con il Paris Saint-Germain, con scadenza nel 2019, per giocare in Division 1 Féminine, massimo livello del campionato francese.

### Nazionale
La federazione calcistica del Canada (Canadian Soccer Association - CSA) nel comunicato emesso il 27 aprile 2015 la inserisce nella rosa delle atlete che rappresenterà il Canada nel Mondiale casalingo.
Il 15 giugno, durante la fase a gironi, segna la rete del parziale 1-0 sui Paesi Bassi, incontro poi pareggiato all'87' da Kirsten van de Ven.
Nel 2016 è selezionata per giocare nella fase di qualificazione ai Giochi della XXXI Olimpiade, contribuendo alla qualificazione e ottenendo la convocazione per la fase finale. Durante il torneo la squadra riesce a risultare competitiva permettendo a Lawrence e compagne di conquistare la medaglia di bronzo olimpica.

## Palmarès

### Club
- Coppa di Francia: 1

Paris Saint-Germain: 2017-2018
- Campionato francese: 1

Paris Saint-Germain: 2020-2021

### Nazionale
- Algarve Cup: 1

2016
- Bronzo olimpico: 1

Rio de Janeiro 2016
- Oro olimpico: 1

Tokyo 2020